# Monumento al Mango
Este monumento está ubicado en la ciudad de San Carlos, municipio Ezequiel Zamora, del estado Cojedes en Venezuela. Una región que se destaca por la existencia de una gran variedad de mangos y una enorme producción de los mismos. El monumento fue creado en alusión a esta característica de la región. 
El mango está entre las frutas más carnosas y con sabor más agradable del trópico. Originario del noroeste de la India, esta fruta de la familia de las anacardiáceas es un emblema de la cultura cojedeña, por estar entre los cinco estados de mayor cosecha de ese producto en el país.

## Historia
En el año 1860 llegó el primer mango a la entidad. La primera semilla fue sembrada en el patio de la Iglesia Santo Domingo, en la ciudad de San Carlos, por un padre misionero, que compartió la primera cosecha con la membresía de su iglesia, a la cual instó a sembrar las simientes en los patios de sus casas para que siempre tuvieran acceso a la fruta. De allí el árbol frutal se dispersó por todo el estado convirtiéndose en uno de los principales árboles frutales de la región y con una enorme producción (superando las 700 toneladas).
Gracias a esto y a la enorme diversidad de mangos, en la región se realizaba la Feria Nacional del Mango con el fin de exponer todas las variedades de mango y los productos que pueden derivar de dicha fruta, pero la celebración ha estado suspendida desde el año 2016.

## Ubicación
Este monumento fue ubicado inicialmente en la sede de la alcaldía, en la ciudad de San Carlos. La obra fue inaugurada el 16 de febrero de 1994 y fue realizada por la empresa Construcciones Guerra Suárez. El monumento está compuesto por cuatro toneladas de concreto armado, de más de 1,40 metros de diámetro, con la figura del mango, el símbolo reposa en un tronco de concreto.
La figura posee un gran tamaño y llamativos colores como verde, amarillo y rojo. Esta figura es también un icono turístico del municipio capital, el cual ha servido de inspiración a poetas y músicos de la localidad, quienes le han dedicado más de 200 composiciones que relatan las propiedades, sabores, variedades y secretos del mango.
El monumento fue declarado como símbolo y patrimonio público municipal (Decreto Extraordinario Nº 006-94, de 16 de febrero de 1994) en la misma fecha en la que se inauguró, desde entonces la ciudad San Carlos, está considerada como la capital del mango de Venezuela. 
En el año 1995, el monumento fue trasladado a la redoma ubicada en la entrada a la ciudad, donde aún se mantiene, en clara alusión para que los visitantes sepan que han llegado a la capital nacional del mango.
- Datos: Q65166494